# Districte de Ștefan Vodă
El districte de Ștefan Vodă (en romanès Raionul Ștefan Vodă) és una de les divisions administratives de la República de Moldàvia. La capital és Ștefan Vodă. L'u de gener de 2005, la població era de 70.600 habitants.